# Scone

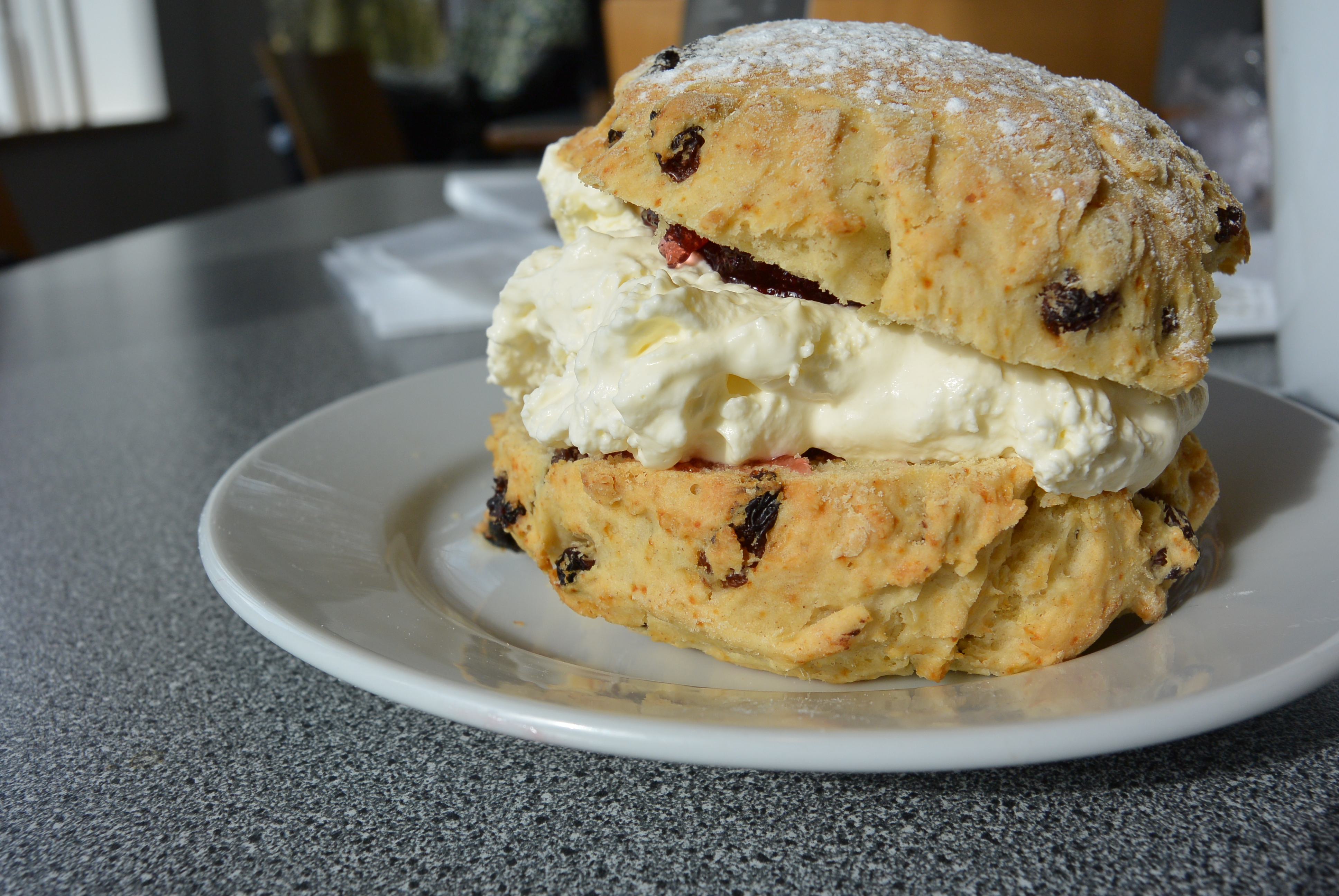
Scone com doce de morango e natas

Um scone é um item de pastelaria, geralmente feito de trigo ou aveia, com fermento em pó como agente de fermentação e cozido no forno em assadeiras. Um scone geralmente é levemente adoçado e, ocasionalmente, vitrificado com ovo batido. Difere dos bolos de chá e de outros tipos de doces que são feitos com fermento. Os scones foram escolhidos como representante da República da Irlanda para o Café Europe durante a Presidência Austríaca da União Europeia em 2006, enquanto o Reino Unido escolheu o shortbread.

## Lexicologia
A pronúncia da palavra dentro do mundo de língua inglesa varia, com alguns pronunciando /skɒn/ (rima com "gone"), e outros /skoʊn/ (rima com "tone"). A pronúncia dominante difere por área. A pronúncia que rima com "tone" é mais forte nas Midlands e na República da Irlanda, embora pareça ter manchas menos proeminentes na Cornualha e Essex. A pronúncia que rima com "gone" é mais forte no norte da Inglaterra e na Escócia, embora essa também pareça ser a pronúncia preferida no sul da Inglaterra, País de Gales, Condados Domésticos e Ânglia Oriental. Os nativos da República da Irlanda e dos Estados Unidos usam principalmente a pronúncia /skoʊn/. Os dicionários britânicos geralmente mostram a forma /skɒn/ como a pronúncia preferida, enquanto reconhecem a forma /skoʊn/.
O Oxford English Dictionary relata que a primeira menção da palavra foi em 1513.

## História
Acredita-se que historicamente os scones eram redondos e planos, geralmente tão grandes quanto um prato de tamanho médio. Eles eram feitos e assados numa chapa (ou cinto, em escocês), depois cortados em secções triangulares para servir. Hoje, o grande bolo redondo poderia ser chamado de bannock. Na Escócia, as palavras são frequentemente usadas de forma intercambiável.
Quando o fermento em pó ficou disponível ao público em geral, os scones começaram a ser os itens cozidos no forno e bem fermentados que conhecemos hoje. Os scones modernos estão amplamente disponíveis em padarias, mercearias e supermercados britânicos. Um relatório de mercado de 2005 estimou que o mercado de scone do Reino Unido vale 64 milhões de libras, mostrando um aumento de 9% em relação aos cinco anos anteriores. O aumento deve-se, em parte, à crescente preferência do consumidor por alimentos de impulso e de conveniência.
Scones vendidos comercialmente são geralmente redondos, embora algumas marcas sejam hexagonais, pois essa forma pode ser tesselada para eficiência de espaço. Quando preparados em casa, podem assumir várias formas, incluindo triângulos, redondos e quadrados. Cozinhar scones em casa geralmente está intimamente ligado ao cozimento tradicional. Eles tendem a ser feitos usando receitas de família em vez de livros de receitas, já que geralmente é um membro da família que detém a "melhor" e mais valiosa receita.